# 스가노노 마미치

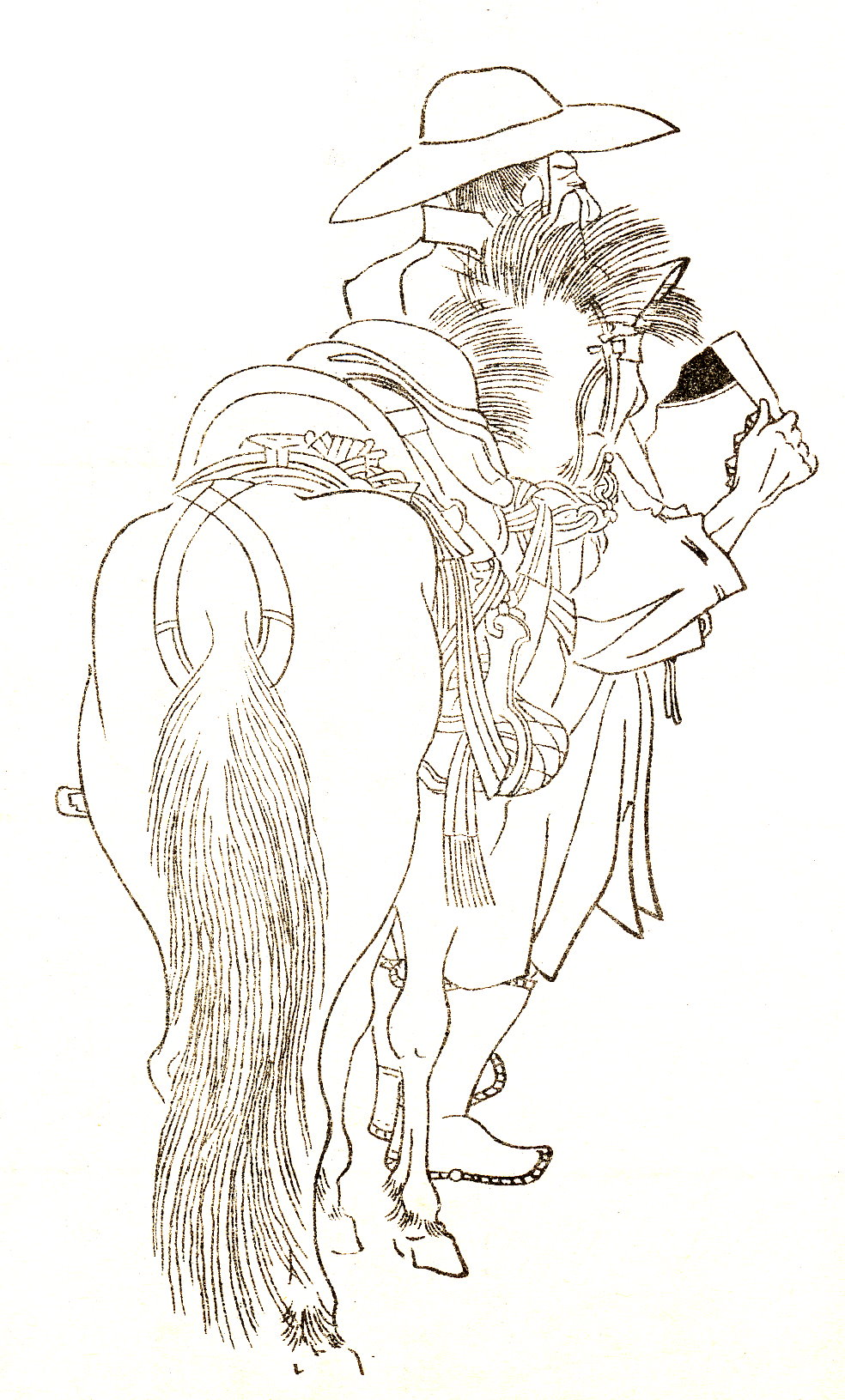

스가노노 마미치(菅野真道, 741년 ~ 814년 7월 23일)는 헤이안 시대 초기의 일본의 귀족이다.
791년 사서 편찬의 칙명을 받은 우대신(右大臣) 후지와라노쓰구타다(藤原繼繩)가 7년에 걸쳐서 광인천황대(光仁天皇代)에 정리된 사료에 첨삭을 가하고 그 후의 기사를 새로이 추가했다. 전체 40권의 정사는 두 차례로 나누어 헌상되었다. 후반부 20권은 후지와라노쓰구타다의 이름으로 796년에 헌상되었으며, 전반부 20권은 797년 봄에 당시 황태자학사였던 스가노노마미치가 헌상했다.
≪속일본기≫를 최종적으로 찬진(撰進)한 인물로 스가노노마미치·아키시노노야스히토(秋篠安人)·나카시나노코츠오(中科巨都雄)가 있는데, 이들은 모두 한반도계 씨족 출신이었다. 스가노노마미치는 환무천황의 최측근 가운데 한 사람이었다. 이처럼 환무천황의 인척에 해당하는 인물들이 ≪속일본기≫의 편찬에 깊이 관여했다.